# 小行星3968
小行星3968（英語：3968 Koptelov）是一颗围绕太阳公转的小行星。1978年10月8日，柳德米拉·切爾尼赫在克里米亚发现了此天体。
这颗小行星的绝对星等为312.3792568242135等。